# Æthelburh of Faremoutiers
Æthelburh (fallecida el 7 de julio de 664), conocida como Ethelburga, fue una princesa, abadesa y santa anglosajona.

## Historia
Æthelburh era una hija ilegítima del rey Ana de East Anglia. Sus hermanas eran Withburga, Saethryth, que era abadesa de la abadía de Faremoutiers en Brie, Seaxburh y Æthelthryth, que eran abadesas de Ely.
Æthelburh y Saethryth fueron enviados al convento de Faremoutiers en Francia para su educación. Mientras estuvo allí, Saethryth se convirtió en monja y finalmente sucedió a Æthelburh como abadesa.  Saethryth, como abadesa, empezó a trabajar en una iglesia en honor a los doce apóstoles, que quedó inconclusa tras su muerte en 664. A petición suya fue enterrada en la iglesia. Siete años después, se decidió trasladar sus huesos a la iglesia cercana de San Esteban y se encontró que su cuerpo estaba intacto. Su fiesta se celebra el 7 de julio.